# Girolamo Nerli
Girolamo Pieri Pecci Ballati Nerli (Siena, 12 febbraio 1860 – Nervi, 24 giugno 1926) è stato un pittore italiano conosciuto più comunemente come G. P. Nerli, o Girolamo Nerli. Lavoro e viaggiò in Australia e Nuova Zelanda nel tardo XIX secolo influenzando Charles Conder e Frances Hodgkins. Il suo ritratto di Robert Louis Stevenson nella Scottish National Portrait Gallery di Edimburgo, è generalmente considerato il ritratto più ricercato dello scrittore.

## Biografia
Nato a Siena in Italia da un aristocratico senese, il marchese Ferdinando Pieri Pecci Ballati Nerli, il suo nome completo era Girolamo Pieri Pecci Ballati Nerli. Essendo il quarto di sei figli, per questo non fu un 'marchese' come a volte era in stile, o un 'conte', ma un 'patrizio di Siena', una piccola distinzione che segnava la grande antichità della sua famiglia.
Suo padre sposò Enrichetta Medwin, una donna inglese, figlia di Anna Hamilton e Thomas Medwin una figura letteraria minore nella cerchia di  Lord Byron, autore di "Journal of the Conversations di Lord Byron" e di "The Life of Percy Bysshe Shelley"; Medwin era un cugino di Shelley di secondo grado da entrambi i genitori.
Girolamo studiò arte a Firenze con Antonio Ciseri e Giovanni Muzzioli e fu il membro più giovane della scuola italiana dei Macchiaioli, un movimento italiano che anticipa l'impressionismo francese.
Sposò in Nuova Zelanda Cecilia Barron che lo seguì nel rientro in Europa e in Italia dove rimase dopo la sua morte.